# John Peel (paleontolog)
John Peel, född 18 december 1947, är en brittisk paleontolog verksam vid Uppsala universitet. Peel är professor i historisk geologi och paleontologi vid Institutionen för geovetenskaper. Peel var också ansvarig och chef för Evolutionsmuseet i Uppsala.